# Mário João Manganiga
Marito, właśc. Mário João Manganiga (ur. w listopadzie 1978) – mozambicki piłkarz występujący na pozycji obrońcy i pomocnika, reprezentant kraju.

## Życiorys
W 2002 roku rozegrał dwa spotkania w reprezentacji w ramach eliminacji do Puchar Narodów Afryki 2004. Wystąpił w zremisowanym 1:1 spotkaniu z Republiką Środkowoafrykańską oraz przegranym 0:3 spotkaniu z Kongiem. Na początku 2005 roku został piłkarzem Honvédu Budapeszt. W NB I zadebiutował 12 marca w przegranym 0:2 spotkaniu z Debreceni VSC. Cztery dni później wystąpił jeszcze w wygranym 2:1 meczu Pécsi MFC. Po zakończeniu sezonu wrócił do Mozambiku. Następnie występował w Grupo Desportivo de Maputo i CD Maxaquene.